# Паткуль, Владимир Григорьевич
Влади́мир Григо́рьевич Па́ткуль (нем. Woldemar Karl Friedrich Reinhold von Patkul, 10 (21) ноября 1783 — 14 (26) ноября 1855) — русский военачальник, генерал от инфантерии (06.12.1848), участник Отечественной войны 1812 года, комендант Ревеля. Почётный гражданин Ревеля.

## Биография
Сын генерал-майора русской армии Рейнгольда Людвига Паткуля, родился 10 ноября 1783 г. Получив образование в доме отца, он 24 августа 1799 года поступил на службу подпрапорщиком в лейб-гвардии Семёновский полк, где прослужил вплоть до 1816 года, пройдя офицерские чины с прапорщика (1802 год) до полковника (с 7 ноября 1811 года) и занимая с 19 октября 1813 года должность батальонного командира.
Боевая деятельность В. Г. Паткуля выразилась участием его в кампаниях 1805 и 1806—1807 годов. Он был в сражениях при Гуттштадте и Гейльсберге, а под Фридландом 2 июня 1807 года был ранен пулей в ногу, за что получил в награду орден св. Владимира 4-й степени с бантом. Во время Отечественной войны 1812 года он командовал Копорским пехотным полком, с которым принимал участие в сражении под Смоленском, где за отличие получил орден Святого Георгия 4-й степени. Под Бородиным он был ранен в пах осколком гранаты и контужен в правую ногу, заслужив этим награду орденом св. Владимира 3-й степени. В 1813 году Паткуль с тем же полком был в нескольких мелких сражениях с французами, под Кульмом получил золотую шпагу с надписью «за храбрость», прусский орден Pour le mérite и знак отличия железного креста. Приняв затем участие в сражении при Лейпциге и во вступлении союзных войск в Париж, Паткуль вернулся в Россию.
30 августа 1816 года Паткуль произведён был в генерал-майоры с назначением состоять при начальнике 1-й гренадерской дивизии, а 9 августа принял командование 1-й её бригадой и в 1817 году утверждён командиром этой бригады. В 1821 году награждён орденом Святой Анны 1-й степени (императорская корона к этому ордену пожалована в 1840 году).
13 сентября 1824 года Паткуль назначен был состоять по армии «с нахождением при его королевском высочестве принце (что после был владетельным герцогом) Веймарском по особым поручениям», а через полгода (14 марта 1825 г.) получил командование 2-й пехотной гвардейской бригадой. Будучи назначен 16 марта 1828 года в Свиту Его величества, Паткуль 25 того же марта определён был первым комендантом в Ревель. Занимая этот пост, он 10 апреля 1832 года получил чин генерал-лейтенанта, в 1835 году награждён орденом Святого Владимира 2-й степени, 6 декабря 1848 года был произведён в генералы от инфантерии, а 30 июня 1852 года был награждён орденом Святого Александра Невского.
В 1854 году Паткуль около девяти месяцев был исправляющим должность Ревельского военного губернатора, затем был назначен 13 декабря 1854 года членом Генерал-аудиториата Военного министерства.
Скончался 14 (26) ноября 1855 года.
Его сын Александр Владимирович от первого брака с баронессой Марией Елизаветой Арпсгофен, был также генералом от инфантерии.

## Награды
российские:
- Орден Святого Владимира 4-й степени с бантом (1807)[2]
- Орден Святого Владимира 3-й степени (05.11.1812)
- Орден Святого Георгия 4-й степени (28.04.1814, по спискам Степанова-Григоровича и Судравского)
- Золотая шпага с надписью «За храбрость» (1813)
- Орден Святой Анны 1-й степени (12.10.1821)
- Орден Святого Владимира 2-й степени (06.12.1835)
- Императорская корона к ордену Святой Анны 1-й степени (1840)
- Орден Белого орла (06.12.1847)
- Знак отличия за XVL лет беспорочной службы (1850)
- Орден Святого Александра Невского (30.06.1852)

иностранные:
- Прусский орден Pour le Mérite (1815)
- Прусский Орден Короны (1817)
- Прусский Орден Красного Орла 2-й степени (1818)